# (5139) Rumoi
(5139) Rumoi ist ein Asteroid des Hauptgürtels, der am 13. November 1990 von den japanischen Astronomen Masaru Mukai und Masanori Takeishi an der Sternwarte in Kagoshima (IAU-Code 364) auf der Insel Kyūshū entdeckt wurde.
Der Asteroid ist Mitglied der Koronis-Familie, einer Gruppe von Asteroiden, die nach (158) Koronis benannt ist.
(5139) Rumoi wurde nach der Stadt Rumoi im Norden der Insel Hokkaidō in der Unterpräfektur Rumoi benannt.